# Ropuszka tyrreńska
Ropuszka tyrreńska, krągłojęzyczka tyrreńska (Discoglossus sardus) – gatunek płaza bezogonowego z rodziny ropuszkowatych występujący głównie na wyspach Morza Tyrreńskiego. Dorasta do 4–7 cm długości i zasiedla wiele rodzajów wodnych i lądowych siedlisk. Okres godowy trwa od marca do sierpnia. Gatunek najmniejszej troski (LC) w związku z rozległym zasięgiem występowania oraz dużymi rozmiarami populacji.

## Wygląd
Płaz ten dorasta do 4–7 cm długości. Z wyglądu podobny do ropuszki korsykańskiej (Discoglossus montalentii), od której różni się m.in. budową czwartego palca u dłoni, który zwęża się ku końcowi w przeciwieństwie do ropuszki korsykańskiej, u której ma on kształt łopatki. Do innych różnic należy budowa pyska (spiczasty u ropuszki tyrreńskiej, zaokrąglony u ropuszki korsykańskiej) oraz długość kończyn tylnych (u ropuszki tyrreńskiej stosunkowo krótsze). Ubarwienie może być ciemnobrązowe, ciemnoszare, czerwonawe lub czerwonobrązowe, spotyka się również osobniki pokryte ciemnymi kropkami. 

## Zasięg występowania i siedlisko
Gatunek ten zasiedla wyspy Morza Tyrreńskiego, takie jak Korsyka (gdzie występuje również ropuszka korsykańska), Sardynia, Caprera, Maddalena, Spargi, San Pietro, Asinara, Montecristo, Isola del Giglio oraz Îles d'Hyères. Gatunek ten został również introdukowany do francuskiego departamentu Delta Rodanu oraz do toskańskiej miejscowości Monte Argentario. Ropuszka tyrreńska występuje na wysokościach do 1300 m n.p.m. na Korsyce oraz do 1700 m n.p.m. na Sardynii. Gatunek ten zasiedla wiele rodzajów naturalnych oraz sztucznych siedlisk wodnych i lądowych, takich jak wody stojące i wolnopłynące na otwartych przestrzeniach, obszarach zalesionych oraz makii. Występuje również w źródłach oraz w wodach brachicznych.

## Rozmnażanie
Okres godowy trwa od marca do sierpnia. Jaja składane są w małych grupkach lub pojedynczo na dnie lub pomiędzy wodną roślinnością. Jaja mają barwę brązowoczarną, a ich średnica wynosi 1–1,5 mm. Kijanki rozwijają się w środowisku wodnym.

## Status
IUCN klasyfikuje ropuszkę tyrreńską jako gatunek najmniejszej troski (LC) w związku z rozległym zasięgiem oraz dużymi rozmiarami populacji. Obserwuje się natomiast spadek rozmiarów niektórych subpopulacji (np. na francuskiej wyspie Île de Port-Cros). Gatunkowi temu zagrażać może utrata siedlisk w związku z budową tam oraz pozyskiwaniem wody dla celów turystycznych, urbanizacja oraz chytridiomikoza. Ropuszka tyrreńska występuje we włoskich parkach narodowych Parku Narodowym Wysp Toskańskich, Parku Narodowym Arcipelago della Maddalena, Parku Narodowym Gennargentu, Parco Regionale dei Sette Fratelli-Monte Genis oraz we francuskim Parku Narodowym Port-Cros. Wymieniony jest w załączniku II konwencji berneńskiej oraz w załączniku IV dyrektywy siedliskowej Unii Europejskiej. Chroniony jest przez ustawodawstwo krajowe we Włoszech.